# نیکی چارم
نیکی چارم (انگلیسی: Nikki Charm؛ زاده ۲۱ فوریهٔ ۱۹۶۶) بازیگر پورنوگرافی اهل ایالات متحده آمریکا است.